# راي ويليس
راي ويليس (بالإنجليزية: Ray Willis)‏ هو لاعب كرة قدم أمريكية أمريكي، ولد في 13 أغسطس 1982 في انغلتون في الولايات المتحدة.

## وصلات خارجية
- راي ويليس على موقع مرجع كرة القدم المحترفة.كوم (الإنجليزية)